# Peria
A Peria az Európai regionális innovációs ügynökségek együttműködése (Partnership on European Regional Innovation Agencies). Az Európai Unió területén működő regionális innovációs ügynökségek együttműködése, amelynek célja, hogy az ügynökségek megosszák egymással az innovációs szolgáltatásokkal, az innovációs politikával és az innovációs rendszerek irányításával kapcsolatos tapasztalatokat és módszereket.

## Regionális innovációs ügynökségek a Periában
A Regionális Innovációs Ügynökségek olyan szervezetek, melyek szoros együttműködésben és kapcsolatban állnak a regionális hatóságokkal (önkormányzattal) az alábbi közcélú feladatok elvégzése érdekében:
- vállalkozások növekedésének támogatása innovatív projektek révén
- innovációbarát környezet teremtése, különös tekintettel az egyetemekre, kutatólaboratóriumokra és technikai központokra
- a régió tudásbázisának javítása, az ismeretek terjesztésének előmozdítása
- a régió innovációs szolgáltatásainak fejlesztése, javítása, innovációs hálózatának megerősítése[1]